# Herbert Wilk
Herbert Christian Ulrich Otto Wilk (* 10. Mai 1905 in Gnoien; † 2. November 1977 in Berlin) war ein deutscher Schauspieler.

## Leben
Der aus Mecklenburg stammende Ingenieurssohn hatte nach dem Besuch der Oberrealschule in Berlin privaten Schauspielunterricht bei Herbert Hainisch und Gustav Müller erhalten und sein Debüt im Jahre 1927 an der Grünen Bühne in Thale/Harz gegeben. In der Folgezeit spielte er an Theatern in Brandenburg, Memel, Leipzig und Hamburg, ehe er 1934 nach Berlin kam. Dort sah man ihn bis Kriegsende unter anderem im Komödienhaus, im Renaissance-Theater und in der Berliner Soldatenbühne.
1936 debütierte Herbert Wilk beim Film. Bekannt machten ihn vor allem zwei zentrale, soldatische Heldenfiguren in Propagandafilmen des Dritten Reichs: Er war der Staffelkapitän Oberleutnant Schwarz in Karl Ritters Stukas und der Kapitänleutnant Hoffmeister in Günther Rittaus U-Boote westwärts!. In dem ebenfalls 1940 entstandenen, antisemitischen Machwerk Die Rothschilds übernahm Wilk mit dem Part des Verlobten von Gisela Uhlen, George Crayton, eine eher unwichtige Nebenrolle. Eine weitere Hauptrolle hatte er kurz zuvor mit dem Freund des Titelhelden, Kommissar Brandner, in dem Kriminalfilm Kriminalkommissar Eyck gespielt. Wilk trat zwar auch nach dem Krieg – mit eher indifferenten Resultaten – vor die Kamera; bis zur Gründung der DDR ausschließlich in DEFA-Produktionen. 
Sein Hauptbetätigungsfeld nach 1945 blieb jedoch die Bühne (Barlogs Schloßpark- und Schiller-Theater), wo er besonders in modernen Stücken besetzt wurde. Seit Beginn des Fernsehzeitalters im Nachkriegsdeutschland wirkte er auch immer wieder in Fernsehfilmen mit, zum Beispiel in Einer von Sieben, Waldhausstraße 20, Der Mantel, Das Bild des Menschen und trat im Berliner Rundfunk (RIAS) auf. Außerdem war er als Synchronsprecher tätig.

## Filmografie (Auswahl)
- 1936: Annemarie
- 1938: Ballade
- 1939: Das Lied der Wüste
- 1940: Kriminalkommissar Eyck
- 1940: Die Rothschilds
- 1940: Stukas
- 1941: U-Boote westwärts!
- 1941: Tragödie einer Liebe (Vertigine)
- 1946: Allez Hopp (unvollendet)
- 1946: Freies Land
- 1949: Der Biberpelz
- 1949: Dr. Semmelweis - Retter der Mütter
- 1950: Es begann um Mitternacht
- 1951: Weh’ dem, der liebt!
- 1952: Mein Herz darfst Du nicht fragen
- 1954: Canaris
- 1954: Die Mücke
- 1955: Der 20. Juli
- 1956: Stresemann
- 1957: Die unentschuldigte Stunde
- 1959: Unser Wunderland bei Nacht
- 1959: Geheimaktion Schwarze Kapelle
- 1961: Unter Ausschluß der Öffentlichkeit
- 1961: Die ewige Flamme

## Hörspiele (Auswahl)
- 1946: Johannes Hendrich: Vorbestraft (Paul) – Regie: Hans Bernd Müller (SFB)
- 1947: Mark Twain: Die Millionen-Pfundnote – Regie: Hanns Korngiebel (RIAS Berlin)
- 1948: W. M. Doroschewitsch (Vlas Mihajlovič Doroševič, B. M. Дорошевич): Der Weise – Bearbeitung (Wort): Karl Metzner (Kurzhörspiel – RIAS Berlin)
- 1949: Oleg Haupt: Geheimakte CB 200 (Erster Sprecher) – Regie: Robert Adolf Stemmle (NWDR)
- 1956: Graham Greene: Die Kraft und die Herrlichkeit (Tenchj) – Regie: Curt Goetz-Pflug (SFB)
- 1960: Heinz Oskar Wuttig: Elfmeter (Vorsitzender) – Regie: Curt Goetz-Pflug (SFB / HR / RB)
- 1960: Thierry: Pension Spreewitz (Carolas erster Besuch, Folge 67, Erstsendung 25. Juni 1960) – Regie: Ivo Veit (RIAS Berlin)[1]
- 1960: Thierry: Pension Spreewitz (Treffen mit Peters Schwiegereltern, Folge 75, Erstsendung 12. November 1960) – Regie: Ivo Veit (RIAS Berlin)[1]
- 1961: Thierry: Pension Spreewitz (Peter geht zu Roddeberg, Folge 89, Erstsendung 27. Mai 1961) – Regie: Ivo Veit (RIAS Berlin)[1]
- 1962: Thierry: Pension Spreewitz (Meisterkoch Basch, die verunglückte Torte, Folge 114, Erstsendung 9. Juni 1962) – Regie: Ivo Veit (RIAS Berlin)[1]
- 1963: Horst Pillau: Der Doktor – Regie: Günther Schwerkolt (SFB)
- 1966: Ulrike Brückner: Die süße Anna. Damals war’s – Geschichten aus dem alten Berlin (Otto Schellhorn, Notar) (Geschichte Nr. 6 in 15 Folgen) – Regie: Ivo Veit (RIAS Berlin)[2][3]
- 1969: Edwin Beyssel: Steinmüllers Erben. Damals war’s – Geschichten aus dem alten Berlin (Wilhelm Steinmüller) (Geschichte Nr. 10 in 10 Folgen) – Regie: Ivo Veit (RIAS Berlin)[2][3]
- 1971: Stefan Zweig: Die unsichtbare Sammlung (Forstrat) – Regie: Ferry Bauer (Hörspielbearbeitung – SFB)
- 1973: Ferenc Karinthy: Das Mädchen vom Sonntagnachmittag (alte Stimme) – Regie: Hans Bernd Müller (SFB / WDR)